# Viktor R.
Viktor R. (bürgerlich: Claus Stitz; * 1941 in Hildesheim) ist ein deutscher Künstler.

## Leben und Werk
Schon mit 20 Jahren beschäftigte Stitz sich mit der Malerei und gab sich das Pseudonym Viktor R. Der von ihm seit 1999 durchgeführte Art Table ist eine Form des Gedankenaustausches mit anderen Künstlern. Prominente Gäste waren Jörg Immendorff, Dieter Ronte, Erwin Bechthold und Elmar Zorn.
Viktor R. malt vorwiegend großformatige Bilder, die von der Fachwelt als „figustrakt“ bezeichnet werden. Mit Jörg Immendorff verband ihn eine langjährige Freundschaft; im Atelier von Viktor R. arbeiteten beide an verschiedenen Werken.

## Ausstellungen und Auktionen (Auswahl)
- Kunst- und Auktionshaus Kastern, Hannover
- Galerie Mintrop 20, Düsseldorf
- Deutsche Bank Zentrale, Köln
- Museum of Modern Art, Moskau
- Angel Orensanz Museum, Manhattan
- Spazio Thetis (Arsenale), Biennale Venedig
- Contemporary Art Ruhr, Essen
- De Arte-Messe, Madrid
- Galerie Viktor Grray, Düsseldorf
- Galerie Golkar, Bonn, Bad Godesberg

## Veröffentlichungen
- Die Aussagefähigkeit des Konzernabschlusses. Universität Bremen 1995.
- Viktor R., das Werk. Herausgegeben von Josef Kiblitzky; Illustrationen von Viktor R. Palace Editions Europa. Bad Breisig 2003. ISBN 3-935298-63-3